# Fedor Vaić
Fedor Vaić (Zemun, 13. rujna 1910. – Zagreb, 15. studenog 1987.), slikar i crtač 
Završio je Akademiju likovnih umjetnosti u Zagrebu. Svoj poetski opus realizirao je u crno-bijeloj tehnici. Crtao je krajolike, arhitektonske motive, portrete, likove iz cirkusa i životinje. Slobodnim likovnim komentarima ilustrirao je književne tekstove u Vjesniku, Večernjem listu i dr. listovima, a likovno je opremio više od 250 knjiga.